# Pseudophengodes floccosa
Pseudophengodes floccosa là một loài bọ cánh cứng trong họ Phengodidae. Loài này được Erichson miêu tả khoa học năm 1847.